# Макарская ривьера

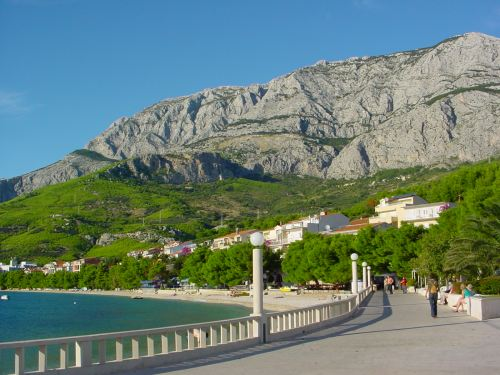
Посёлок Тучепи на Макарской ривьере

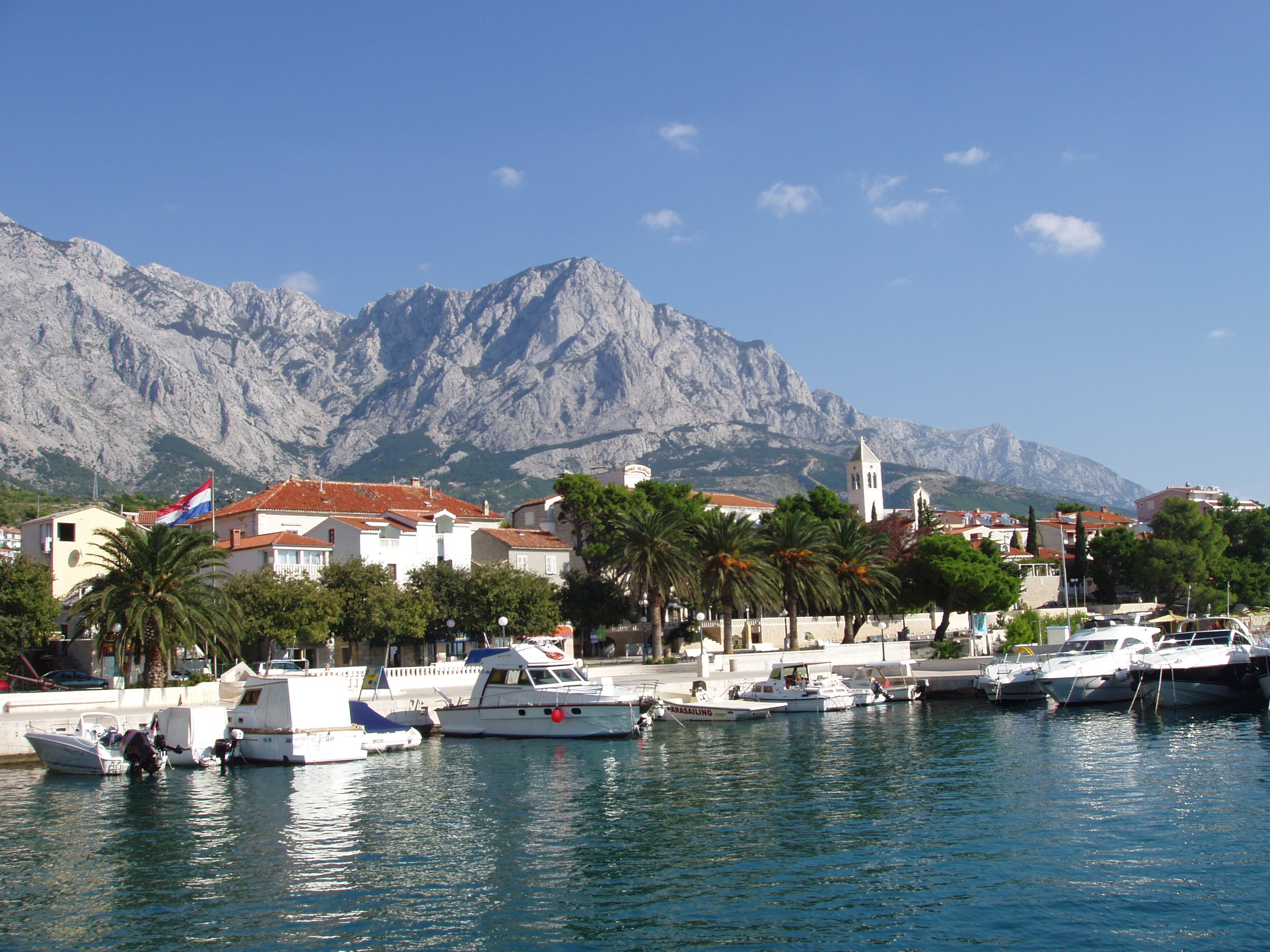
Башка-Вода

Макарское побережье (хорв. Makarsko primorje) или Макарская ривьера (хорв. Makarska rivijera) — курортный регион в Средней Далмации, на Адриатическом побережье Хорватии. Протянулся на 60 километров между Брелой и Градацом. Крупнейший населённый пункт — город Макарска.
Макарское взморье представляет собой узкую полоску земли между морем и горным массивом Биоково. Практически на всём протяжении побережье состоит из переходящих друг в друга небольших курортных посёлков, иногда перемежаемых сосновыми рощами. Вдоль всего берега проходит Адриатическое шоссе. Паромные переправы Макарска-Сумартин и Дрвеник-Сучурай связывают побережье с островами Брач и Хвар, соответственно.
Это одно из самых популярных курортных направлений Хорватии, к достоинствам которого относятся мягкий средиземноморский климат, хорошие пляжи, развитая туристическая инфраструктура и возможность сочетать пляжный отдых с горными прогулками в массиве Биоково.

## Список населённых пунктов Макарской ривьеры
В скобках приведено население по переписи 2001 года
- Брела (1618)
- Башка-Вода (2045)
- Промайна (456)
- Крававица (287)
- Братуш
- Баст (136)
- Макарска (13 716)
- Тучепи (1763)
- Подгора (1534)
- Драшнице (328)
- Игране (480)
- Живогошче (538)
- Дрвеник (500)
- Заострог (372)
- Подаца (716)
- Брист (453)
- Градац (1574)